# Champ de distorsion de la réalité
Pour les articles homonymes, voir CDR.

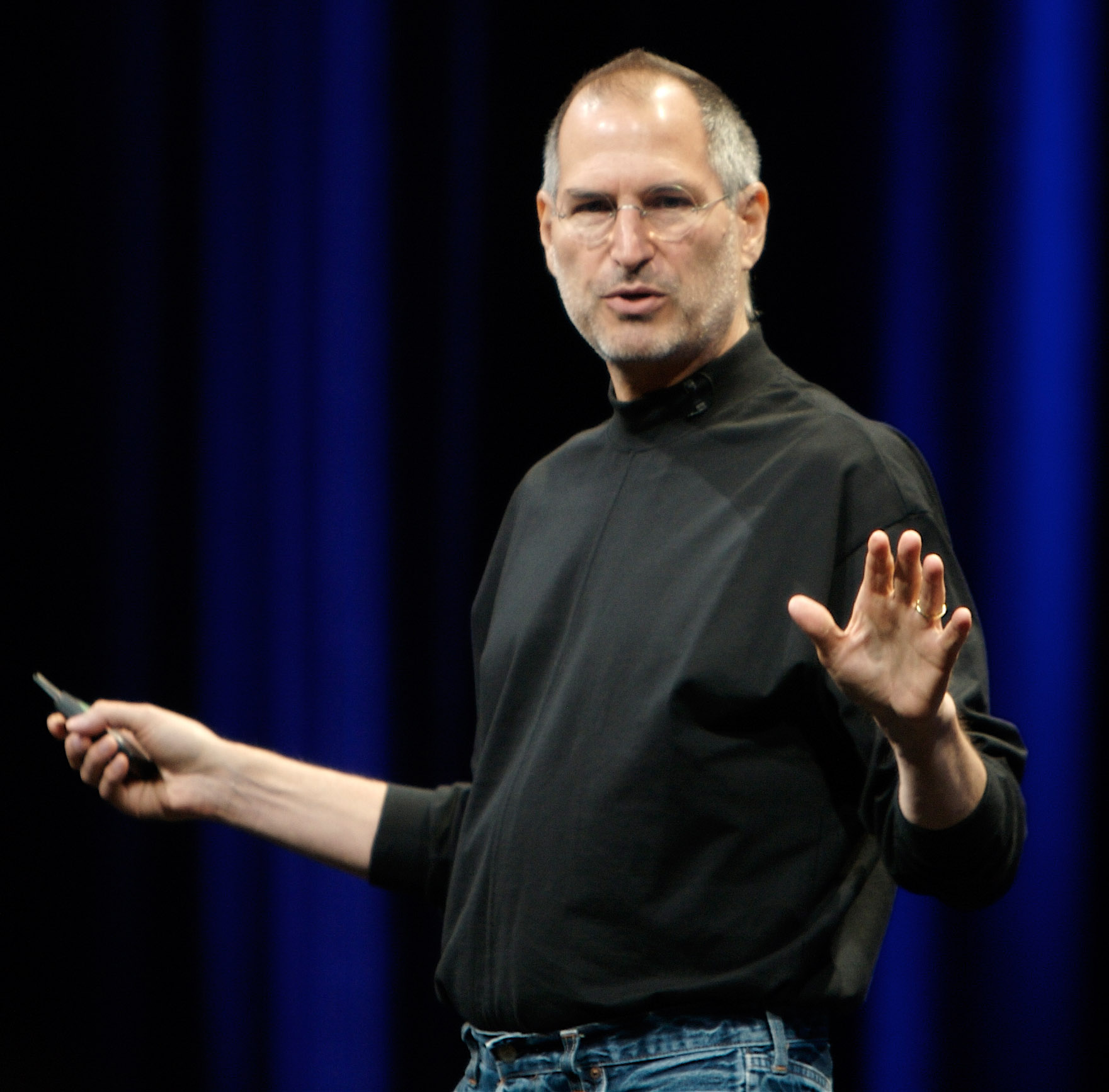
Non perceptible à l'oeil humain, le CDR se devine tout simplement à la présence de Steve Jobs.

Le Champ de distorsion de la réalité ou CDR (en anglais : Reality distortion field) est un terme du jargon de l’industrie informatique, et désigne l’effet que le fondateur d’Apple, Steve Jobs, a sur les personnes qu’il côtoie : employés, clients, fournisseurs ou journalistes, et qui leur fait voir la réalité avec les yeux de Jobs.

## Exemples d'utilisation
En la présence de Steve Jobs, les employés d’Apple seraient poussés à annoncer des délais d’achèvement irréalisables. Le CDR a des effets comparables à ceux d’un champ magnétique mais appliqué aux esprits. L’expression est attribuée à Bud Tribble, qui dit l'avoir tirée de Star Trek (en fait, si le style de l'expression ressemble à un buzzword de Star Trek, l'expression est inconnue de Memory Alpha), et date de 1981 : il l’invente pour décrire le charisme de Jobs et ses effets sur les équipes travaillant au développement du premier Mac, leur faisant croire à ce qu’ils faisaient et leur faisant abattre des montagnes de travail pour mener le projet à bien. 
La plupart des personnes sont conscientes de l’effet, mais ne peuvent lutter contre et finissent par l’accepter. Les effets du charisme de Jobs s’estompant lorsque celui-ci s’éloigne physiquement, comme s’il était réellement entouré d’un tel champ.
Plus tard, l’expression est utilisée pour décrire la dévotion des utilisateurs de Macintosh. Le CDR décrit le fait que Steve Jobs semble capable de convaincre n’importe qui de croire n’importe quoi, grâce à un mélange de charme, d’exagération modérée, et de marketing consommé[réf. souhaitée].
De même, en 2007, l'expression a été utilisée pour commenter le fait que le patron d’AT&T a signé le contrat de distribution de l’iPhone, qui comporte pour Apple des avantages que n'avait encore obtenu aucun constructeur, sans avoir vu le produit. 
L’expression est parfois utilisée pour d’autres dirigeants d’entreprises des industries high-tech, essayant de passionner leurs employés pour leurs projets, sans considérer du tout la concurrence[réf. souhaitée].

### Dans la pop culture
Dans la bande-dessinée Dilbert, le concept est poussé jusqu'à l'absurde : Dilbert a construit un authentique émetteur de champ de distorsion de la réalité, ce qui permet à Dogbert de faire follement désirer un produit à son auditoire alors qu'il en exprime clairement les défauts. Le produit en question est un morceau de bois, Dogbert comptant rejeter la faute sur les opérateurs si ce morceau de bois ne permet pas de téléphoner (allusion aux rejets de la responsabilité entre Apple et AT&T sur les multiples conversations interrompues sur iPhone).